# Pilosocereus aurilanatus
Pilosocereus aurilanatus là một loài thực vật có hoa trong họ Cactaceae. Loài này được F.Ritter miêu tả khoa học đầu tiên năm 1979.